# Tachina bombylia
Tachina bombylia là một loài ruồi trong họ Tachinidae.